# Ludvík Pražma z Bílkova
Ludvík, hrabě Pražma, baron z Bílkova (polsky Ludwik hrabia Praschma baron na Bilkau, německy Ludwig Graf Praschma, Freiherr von Bilkau, 29. července 1790 Falkenberg (Niemodlin) – 18. srpna 1830 Vídeň) byl slezský šlechtic z hraběcího rodu Pražmů z Bílkova.

## Život
Narodil se jako mladší syn Jana Nepomuka Karla a jeho manželky Anny Marie Karolíny ze Žerotína-Lilgenau.
Ludvík v důsledku rozdělení majetku v roce 1822 zdědil po otci slezské panství Tulovice (něm. Tillowitz) a jeho starší bratr zdědil panství Nemodlín (něm. Falkenberg).
Jeho první manželkou byla Tereza z Fünfkirchenu (27. dubna 1799 Vídeň – 20. listopadu 1824 Líšeň u Brna). Podle ní své jméno dostala sklářská huť Theresienhütte v dnešních Malých Tulovicích. Po smrti první manželky Terezy v roce 1824 se později oženil podruhé. Jeho manželkou se stala Wilhelmina Würmbrandtová, po které pojmenoval druhou huť (Wilhelminenhütte) postavenou v roce 1826 na místě bývalého vodního mlýna ve Vydrovicích.
Podle návrhu pozvaného milánského architekta nechal přestavěl a trojnásobně zvětši zámek v Tulovicích. Velkorysý stavební plán však přesáhl jeho finanční možnosti a na celé panství byla uvalena nucená správa a následně bylo dáno do dražby.
Ludvík hrabě Pražma z Bílkova zemřel 18. srpna 1830 ve Vídni ve věku 40 let a nezanechal žádné potomky. Slezské panství Tulovice dne 1. července 1835 koupil hrabě Arnošt z Frankenberg-Ludwigsdorfu (1800–1855).